# Tajuria rengechiana
Tajuria rengechiana är en fjärilsart som beskrevs av Matsumura 1926. Tajuria rengechiana ingår i släktet Tajuria och familjen juvelvingar. Inga underarter finns listade i Catalogue of Life.